# 連休 (鮮卑)
連休（呉音：れんく、漢音：れんきゅう、拼音：Liánxiū、生没年不詳）は、中国後漢時代の遼西鮮卑族の人物。

## 経歴
元初2年（115年）秋、遼東鮮卑は無慮県を包囲した。州郡は合兵し、固く守ったので、鮮卑は無所得に終わった。鮮卑はふたたび夫犂営を攻撃して、長吏を殺した。
元初4年（117年）、遼西鮮卑の連休らは遂に塞門を焼き、百姓を略奪した。烏桓大人（たいじん：部族長）の於秩居らは連休に宿怨があったので、漢の郡兵と共に攻撃し、これを大破、1300級を斬首、その生口・牛・馬・財物を獲得した。
元初5年（118年）秋、代郡鮮卑の万余騎は遂に塞を破って入寇し、分かれて城邑を攻め、官寺を焼き、長吏を殺した。漢は縁辺の甲卒・黎陽営の兵を発し、上谷に駐屯しこれに備えた。冬、鮮卑は上谷に侵入し、居庸関を攻めた。漢はふたたび縁辺諸郡・黎陽営の兵・積射士歩騎2万人を発し、列沖要に駐屯した。
元初6年（119年）秋、鮮卑は馬城塞に侵入し、長吏を殺す。度遼将軍の鄧遵は積射士3千人を発し、使匈奴中郎将の馬続は南匈奴の萬氏尸逐侯鞮単于を率い、遼西と右北平の兵馬を合わせて、塞を出て鮮卑を追撃し、これを大破、生口及び牛・羊・財物・捕虜を獲得した。

## 参考資料
- 『後漢書』（烏桓鮮卑列伝）